# الزيتون في الأردن

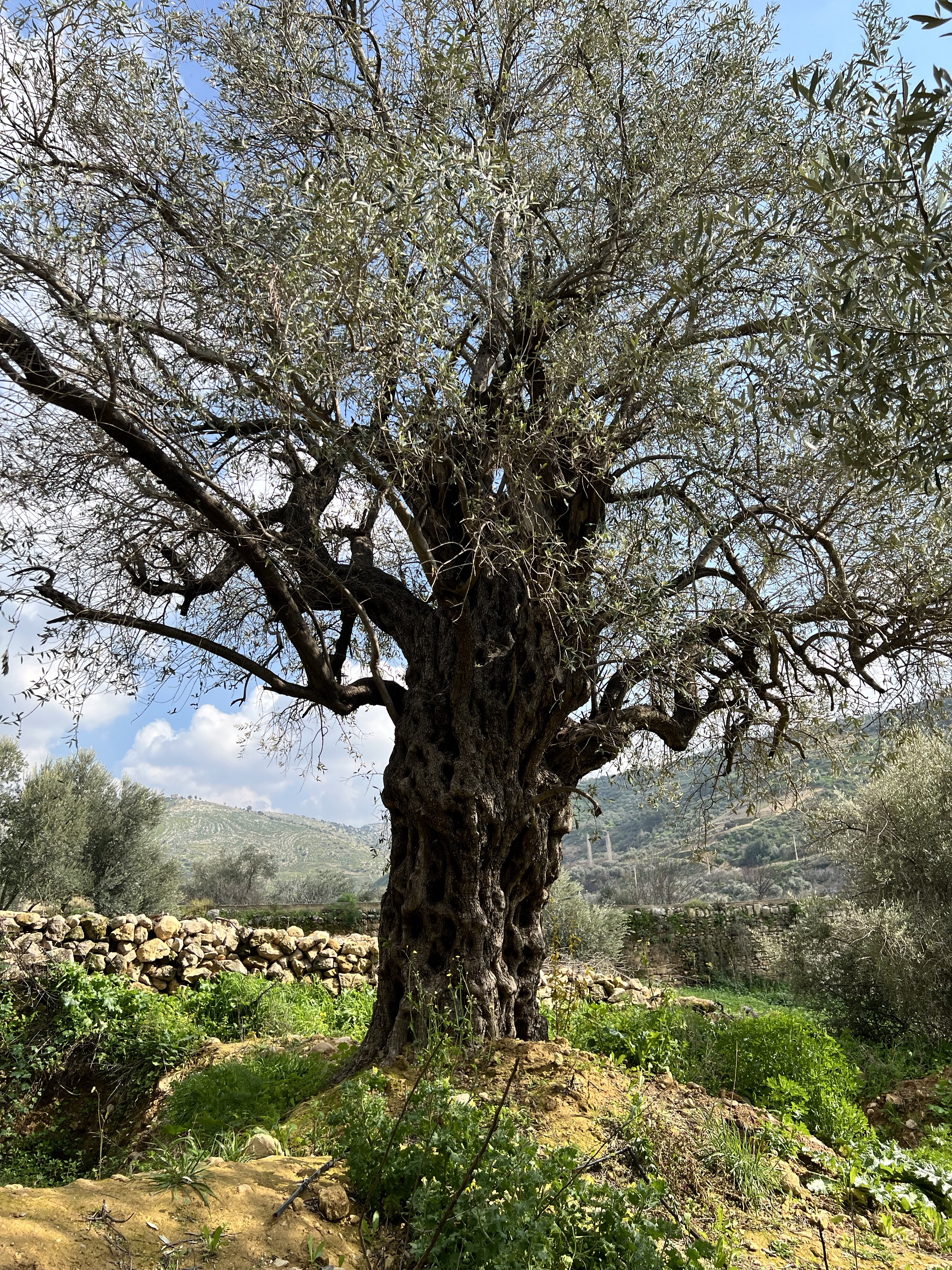
شجرة زيتون معمرة، الأردن

الزيتون في الأردن يُعدّ من أهم المحاصيل الزراعية في الأردن، ويشكل جزءًا أساسيًا من التراث الزراعي والثقافي، يزرع الزيتون في مختلف المناطق الأردنية وفي المناطق الشمالية والوسطى.

## الاستخدام
يُستخدم لإنتاج الزيت، إضافة إلى استعماله كمائدة غذائية (الزيتون الأخضر والأسود المخلل).

## التاريخ

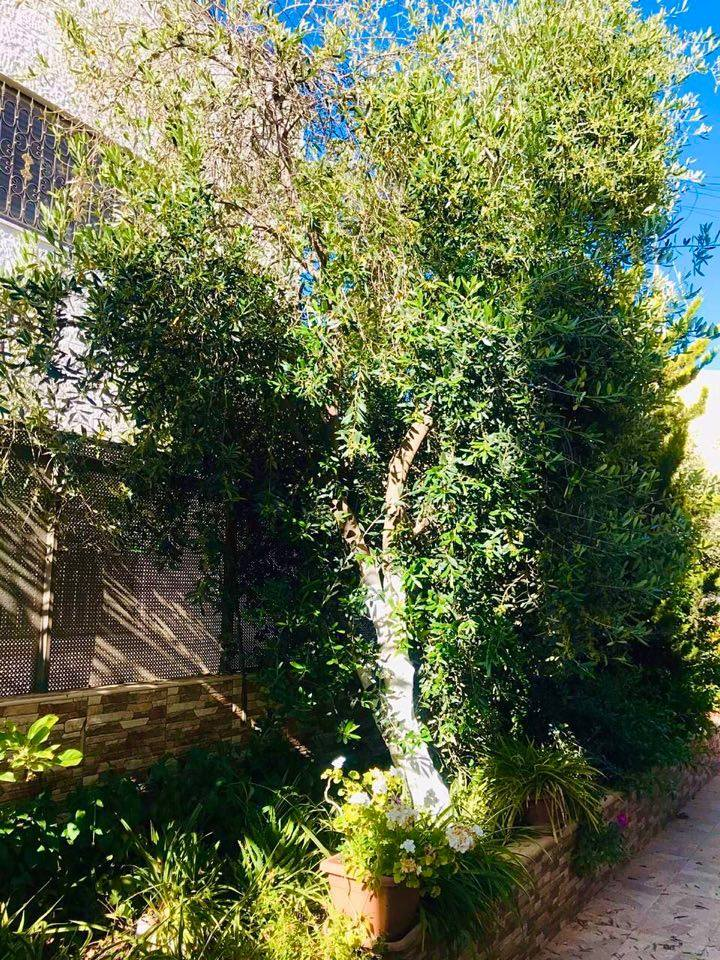
شجرة زيتون في ساحة منزل في الأردن

تعود زراعة الزيتون في الأردن إلى آلاف السنين، وقد وجدت معاصر زيتون قديمة في مواقع أثرية مثل جرش وأم قيس، مما يشير إلى قدم هذه الزراعة منذ العصور الكنعانية والرومانية.

## الإنتاج
تُقدّر مساحة الأراضي المزروعة بالزيتون في الأردن بأكثر من مليون دونم، أي ما يعادل نحو 72% من المساحات المزروعة بالأشجار المثمرة.
تنتج الأردن سنويًا آلاف الأطنان من الزيتون، يُستخدم معظمها لاستخراج زيت الزيتون الذي يُعتبر من أجود الأنواع في المنطقة.

## الأنواع
يُزرع في الأردن عدة أصناف من الزيتون، من أهمها:
- النبالي البلدي

- النبالي المحسن

- الصوراني

- الرومي[8]

## موسم القطاف
يبدأ موسم قطف الزيتون عادة في منتصف شهر تشرين الأول، وهو يُعدّ موسمًا شعبيًا تشارك فيه العائلات الأردنية، ويترافق مع تقاليد اجتماعية وتراثية مميزة.

## زيت الزيتون الأردني
يُعتبر زيت الزيتون الأردني من الزيوت البكر الممتازة، ويتمتع بنسبة حموضة منخفضة وجودة عالية.
تُنظَّم سنويًا مهرجانات ومعارض للترويج للمنتج، مثل:
- مهرجان الزيتون الوطني.

- معرض زيت الزيتون في مدينة الحسين للشباب.

## الاقتصاد
يمثل قطاع الزيتون مصدر دخل مهم لآلاف العائلات الأردنية، وخاصة في المناطق الريفية.
يساهم في دعم الاقتصاد الزراعي ويخلق فرص عمل موسمية.

## التحديات
يواجه قطاع الزيتون في الأردن بعض التحديات، منها:
- التغير المناخي وتذبذب الأمطار.

- ارتفاع تكاليف الإنتاج.

- انتشار بعض الآفات مثل ذبابة ثمار الزيتون.

- حاجة بعض المعاصر للتحديث التقني.[12]

## في الثقافة
يحتل الزيتون مكانة رمزية في الثقافة الأردنية، ويُذكر في الأمثال الشعبية والأغاني الفولكلورية، ويرتبط بالكرم والخير والبركة.